# Rebel Heart (sang)
"Rebel Heart" er en sang af den keltiske folkrockband The Corrs fra deres tredje studiealbum In Blue. "Rebel Heart" er et instrumentalnummer med inspiration fra keltisk musik, og den bliver spillet på violin, bodhran og tin whistle.
Den blev komponeret specielt af Sharon Corr og var egentligt særligt bestilt af BBC Ireland serie Rebel Heart i fire dele, som The Corrs efterfølgende besluttede at bruge på albummet. I januar 2001 blev sangen nomineret til "Grammy Award for Best Pop Instrumental Performance". Ifølge bandets officielle hjemmeside har Sharon udtalt:
"Jeg skrev den i Malibu på klaver mens vi indspillede Talk on Corners. Den lå i lang tid og så ledte BBC efter musik til deres store efterårsdrama om 1916 Påskeopstanden 1916 i Irland. Den har en meget irsk melodi og vi tilføjede tinwhistlen og så videre og forsynede den med en regning."